# Kundský záliv
Kundský záliv (estonsky Kunda laht) je záliv na estonském pobřeží Finského zálivu v Baltském moři. Do zálivu se vlévají řeky Kunda a Toolse, kolem ústí Kundy se rozkládá přístavní město Kunda.